# ارتساء

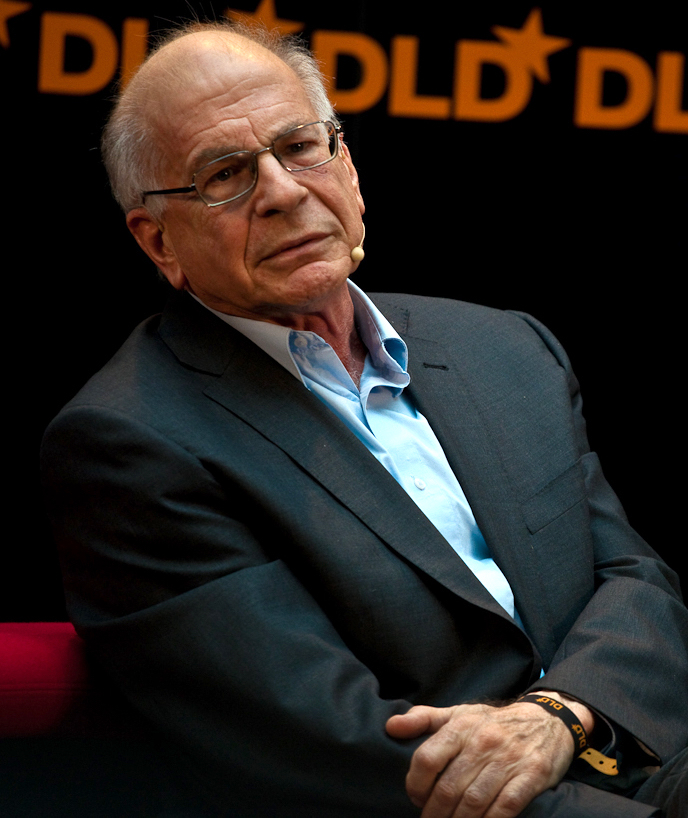

الارتساء (بالإنجليزية: Anchoring)‏ هو انحياز معرفي لوصف ظاهرة بشرية شائعة، وهي حينما يتم الاعتماد و«الارتساء» بشكل كبير جداً على معلومة واحدة أو معلومات قليلة جداً لاتخاذ القرارات.

## خلفية عامة
الارتساء يحصل حينما يعتمد الفرد بشكل كبير على جزء معين من المعلومات لتتحكم بعملية تفكيرهم أثناء اتخاذ القرارات. بمجرد وضع المرساة (مرساة التركيز) على ذلك الجزء أو تلك المعلومة، يحصل هناك انحياز لتعديل وإعادة سرد المعلومات الأخرى بما يتناسب مع تلك المعلومة. من خلال هذا النوع من الانحياز المعرفي، نجد أن المعلومات الأولى حول أي موضوع (أو بشكل عام المعلومات التي تم تعلمها في سن مبكرة) بالإمكان أن تؤثر على اتخاذ القرارات اللاحقة وعلى تحليل المعلومات.
على سبيل المثال، حينما يشتري أحد ما سيارة مستعملة، قد يركز بشكل كبير على سرعة السيارة أو سنة إنتاج السيارة ويستخدم هذه المعايير كأساس لتقييم قيمة السيارة، بدلاً من اعتبار مدى صلاحية المحرك.

## وهمالتركيز
تأثير التركيز (أو وهم التركيز) هو انحياز معرفي يحصل حينما يعطي الناس أهمية كبيرة جداً لجانب واحد من الحدث، بما يسبب ارتباكاً في التبنؤ بالنتائج المستقبلة بشكل دقيق.
الناس حينما يصيغون تنبؤاتهم حول السعادة أو الراحة، يركزون على الاختلافات التي تجذب الانتباه، ويستثنون تلك التي أقل جذباً للانتباه. فعلى سبيل المثال، حينما سُئل الناس أيهما أسعد، الناس في كاليفورنيا أم الناس في الوسط الغربي، كلهم في المنطقتين أجابوا بأن الكاليفورنيين لابد أنهم أكثر سعادة، بينما في الحقيقة لايوجد أي فرق في التقييمات حول السعادة بين الناس في المنطقتين. الانحياز هنا مبني على أن أكثر الناس الذين سُئلوا ركزوا بشكل كبير على الجو المُشمس ونمط الحياة المريح في كاليفورنيا، وقللوا أو لم يقيموا أي جوانب أخرى للسعادة، مثل معدلات الجريمة المنخفضة والأمان من الكوارث الطبيعية كالزلازل (وكلا الأمرين يعتبران من السلبيات في كاليفورنيا).
الزيادة في الدخل لها تأثير بسيط ومؤقت على السعادة، ولكن الناس دوماً يقيمون هذا التأثير بشكل أكبر مماهو عليه. كانمان وآخرون يقولون بأن هذا نتيجة لوهم التركيز، حيث أن الناس يركزون على مقاييس معروفة للإنجاز بدلاً من تركيزهم على العمل والروتين اليومي.

## تعديل حدسي
الارتساء والتعديل هو إرشاد يؤثر على الطريقة التي يقيم بها الناس الاحتمالات بشكل حدسي. وفقًا لهذا الاستدلال، يبدأ الأشخاص بنقطة مرجعية مقترحة ضمنيًا (المرساة) ويقومون بإجراء تعديلات عليها للوصول إلى تقديرهم. يبدأ الشخص بأول تقريب ثم يقوم بإجراء تعديلات تدريجية بناءً على معلومات إضافية. عادة ما تكون هذه التعديلات غير كافية، مما يمنح المرساة الأولية تأثيرًا كبيرًا على التقييمات المستقبلية.
وضعت أول النظريات حول الارتساء الحدسي من قِبل عاموس تفيرسكي ودانيال كانمان. في إحدى دراساتهم الأولية، طُلب من المشاركين حساب -في غضون 5 ثوانٍ- نتاج مضاعفات الأرقام من واحد إلى ثمانية، إما بطريقة {\displaystyle 1\times 2\times 3\times 4\times 5\times 6\times 7\times 8}، أو بطريقة {\displaystyle 8\times 7\times 6\times 5\times 4\times 3\times 2\times 1}. ولأن المشاركين لم يتوافر لديهم الوقت الكافي لحساب الناتج الكامل، اضطروا إلى تقدير الناتج بعد أول مضاعفات قليلة، حيث قدر المشاركون في الطريقة الأولى بناتج صغير، فكان متوسط التتقدير هو 512، بينما المشاؤكون بالطريقة الثانية وضعوا ناتج أكبر، فكان متوسط التقدير 2250. في دراسة أخرى أجراها تفرسكي وكانيمان، لاحظ المشاركون وجود عجلة دوارة التي حُددت مسبقًا للتوقف عند 10 أو 65. ثم طُلب من المشاركين تخمين النسبة المئوية للأمم المتحدة التي كانت دولًا أفريقية. المشاركون الذين توقفت العجلة على 10 خمنوا قيمًا أقل (25٪ في المتوسط) من المشاركين الذين توقفت العجلة عند 65 (45٪ في المتوسط).
كمثال ثانٍ، في دراسة قام بها دان أريلي، يُطلب من الجمهور أولاً كتابة الرقمين الأخيرين من رقم الضمان الاجتماعي الخاص بهم والنظر فيما إذا كانوا سيدفعون هذا العدد من الدولارات لعناصر لم يعرفوا قيمتها، مثل النبيذ والشوكولاته ومعدات الكمبيوتر. ثم طُلب منهم تقديم عرض لهذه العناصر، مما أدى إلى قيام أعضاء الجمهور الذين لديهم رقمين أعلى بتقديم عروض أسعار تتراوح ما بين 60 في المائة و 120 في المائة أعلى عن تلك التي تحتوي على أرقام الضمان الاجتماعي الأقل.

## صعوبة التجنب
وقد أظهرت الدراسات المختلفة أنه من الصعب جدًا تجنب الارتساء. على سبيل المثال، في إحدى الدراسات، حصل الطلاب على مراسٍ كانت خاطئة بشكل واضح. سُئلوا عما إذا كان مهاتما غاندي قد توفي قبل سن التاسعة أو بعدها، أو قبل سن 140 أو بعدها. من الواضح أن أيًا منهم يمكن أن يكون صحيحًا، لكن عندما طُلب من المجموعتين أن يخمنوا وقت وفاته، خمنوا بشكل مختلف (متوسط عمر 50 مقابل متوسط عمر 67).
حاولت دراسات أخرى لاستبعاد الارتساء بشكل مباشر أكثر. في دراسة لاستكشاف أسباب وخصائص الارتساء، تعرض المشاركون لمرساة (نقطة مرجعية مقترحة ضمنيُا) وطُلب منهم تخمين عدد الأطباء المدرجين في دليل الهاتف المحلي. بالإضافة إلى ذلك، أُخبروا صراحة أن عملية الارتساء سوف تؤثر سلبًا على ردودهم، وأن عليهم بذل قصارى جهدهم لتصحيح ذلك. هناك مجموعة ضابطة لم تُعطي مرساة أو تفسير. بغض النظر عن كيفية إخبارهم وعما إذا كانوا قد أُبلغوا بشكل صحيح، أبلغت جميع المجموعات التجريبية عن تقديرات أعلى من المجموعة الضابطة. وبالتالي، على الرغم من إدراكهم الصريح لتأثير الارتساء، لم يتمكن المشاركون من تجنب ذلك.

## الأسباب
طُرح العديد من النظريات لشرح أسباب الارتساء، على الرغم من أن بعض التفسيرات أكثر شعبية من غيرها، لا يوجد إجماع على ما هو أفضل.

## الارتساء والتعديل
في دراستهم الأصلية، طرح تفرسكي وكانيمان وجهة نظر فيما بعد تسمى الارتساء كتعديل. وفقًا لهذه النظرية، بمجرد تحديد المرساة، يبتعد الناس عنها للوصول إلى إجابتهم النهائية؛ ومع ذلك، فإنهم يعدّلونها بشكل غير كاف، مما يؤدي إلى أن يكون تخمينهم النهائي أقرب إلى مرساة مما سيكون عليه خلاف ذلك. وجد باحثون آخرون أيضًا أدلة تدعم تفسير الارتساء والتعديل.
ومع ذلك، انتقد الباحثون هذا النموذج في وقت لاحق لأنه لا ينطبق إلا عندما تكون المرساة الأولية خارج نطاق الإجابات المقبولة. لاستخدام المثال السابق، بما أن من الواضح أن مهاتما غاندي لم يمت في التاسعة من عمره، فسوف يعدّل الناس على هذا المُعطى، ولكن إذا أُعطوا رقم معقول، لن يكون هناك هذا التعديل. لذلك، لا يمكن لهذه النظرية -وفقًا لما يقوله منتقدوها- أن تفسر التأثير الأساسي. 
وجدت دراسة أخرى أن تأثير الارتساء يثبت حتى عندما تكون المرساة خارج حيز الشعور. وفقًا لنظرية تفرسكي وكانيمان، هذا أمر مستحيل، لأن الارتساء هو فقط نتيجة للتكيف الواعي. نظرًا لوجهات مثل هذه، فقد تراجعت عمليات الارتساء والتعديل.

## إمكانية الوصول الانتقائي
في نفس الدراسة التي انتقدت الارتساء والتعديل، اقترح المؤلفون تفسيراً بديلاً فيما يتعلق بإمكانية الوصول الانتقائي، وهو مستمد من نظرية تسمى «اختبار الفرضية التوكيدية». باختصار، تقترح إمكانية الوصول الانتقائي أنه عند إعطاء مرساة، فإن المُفترٍض (أي شخص يصدر بعض الافتراضات) سيقيم الفرضية القائلة بأن المرساة هي إجابة مناسبة. على افتراض أنها ليست كذلك، ينتقل المُفترٍض إلى تخمين آخر، ولكن ليس قبل الوصول إلى جميع السمات المشابهة للمرساة.وعند تقييم الإجابة الجديدة، يبحث المُفترٍض عن طرق تشبه المرساة مما يؤدي إلى تأثير الارتساء. وجدت دراسات مختلفة دعمًا تجريبيًا لهذه الفرضية. يفترض هذا التفسير أن المُفترٍض يعتبر المرساة قيمة معقولة بحيث لا تُرفض على الفور، مما يحول دون النظر في سماته ذات الصلة.

### تعيير الاتجاه
في الآونة الأخيرة، قُدم تفسير ثالث للارتساء فيما يتعلق بتغيير الاتجاه. وفقًا لهذه النظرية، فإن وضع مراسة يغير من موقف الشخص ليكون أكثر ملاءمة للسمات الخاصة لتلك المرساة، فيتحيز لإجابات مستقبلية للحصول على خصائص مشابهة لتلك المرساة. يعتبر المؤيدون الرئيسيون لهذه النظرية أنها تفسير بديل يتماشى مع الأبحاث السابقة حول الارتساء والتعديل والوصول الانتقائي.

## العوامل المؤثرة

### الحالة المزاجية
ربطت مجموعة واسعة من الأبحاث بين المزاج الحزين أو المكتئب بتقييم أكثر شمولاً ودقة للمشاكل. نتيجة لذلك، افترضت دراسات سابقة أن الأشخاص الذين يعانون من أمزجة أكثر اكتئابًا يميلون إلى استخدام الارتساء أقل من أولئك الذين يعانون من حالات مزاجية أكثر سعادة. ومع ذلك، فقد أظهرت الدراسات الأكثر حداثة التأثير المعاكس: فالأشخاص الحزينة أكثر عرضة لاستخدام الارتساء أكثر من الأشخاص الذين يعانون من مزاج سعيد أو محايد.

### الخبرة
وجدت الأبحاث المبكرة أن الخبراء (أولئك الذين لديهم معرفة أو خبرة أو خبرة عالية في مجال ما) كانوا أكثر مقاومة لتأثير الارتساء. لكن منذ ذلك الحين، أظهرت العديد من الدراسات أنه على الرغم من أن الخبرة يمكن أن تقلل من التأثير في بعض الأحيان، إلا أن الخبراء معرضون للارتساء. في دراسة تتعلق بآثار الارتساء على القرارات القضائية، وجد الباحثون أنه حتى المهنيين القانونيين ذوي الخبرة تأثروا بالارتساء. ظل هذا صحيحًا حتى عندما كانت نقاط الارتساء المقدمة تعسفية وغير مرتبطة بالقضية المعنية.

### الشخصية
لقد ربطت الأبحاث قابلية الارتساء مع معظم عناصر الشخصية الخمسة الكبار. من المرجح أن يتأثر الأشخاص ذوي الوعي المرتفع بالارتساء، في حين أن الأشخاص الذين يعانون من الانبساط العالي هم أقل عرضة للتأثر. وجدت دراسة أخرى أن أولئك الذين لديهم انفتاح كبير على التجارب الجديدة كانوا أكثر عرضة لتأثير الارتساء.

### القدرة الإدراكية
كشفت دراسة حديثة عن الاستعداد لدفع ثمن السلع الاستهلاكية أن نسبة الارتساء انخفضت لدى من لديهم قدرات إدراكية أكبر، رغم أنها لم تختفِ. ومع ذلك، وجدت دراسة أخرى أن القدرة الإدراكية لم يكن لها تأثير كبير على مدى احتمال استخدام الناس للارتساء.

## خلال المفاوضات
خلال المفاوضات، يضع الارتساء الحدود التي توضح القيود الأساسية للمفاوضات. بالإضافة إلى الأبحاث الأولية التي أجراها تفرسكي وكانيمان، أظهرت دراسات أخرى متعددة أن الارتساء قد يؤثر بشكل كبير على القيمة المقدرة لشيء ما. على سبيل المثال، على الرغم من أنه يمكن للمفاوضين عمومًا تقييم عرض ما استنادًا إلى خصائص متعددة، فقد أظهرت الدراسات أنهم يميلون إلى التركيز على جانب واحد فقط. وبهذه الطريقة، يمكن لنقطة البداية المتعمدة أن تؤثر بشدة على نطاق العروض المقابلة المحتملة. تؤدي عملية العرض والعروض المقابلة إلى ترتيب مفيد للطرفين. ومع ذلك، فقد أظهرت دراسات متعددة أن العروض الأولية لها تأثير أقوى على نتائج المفاوضات من العروض المقابلة اللاحقة.
تؤثر عملية الارتساء على الجميع، حتى الأشخاص الذين لديهم دراية عالية في المجال. أُجريت دراسة لقياس الفرق في القيمة المقدرة للمنزل بين الطلاب ووكلاء العقارات. في هذه التجربة، منزل على كلا المجموعتين ومُنحوا أسعار قوائم مختلفة. بعد تقديم عرضهم، طُلب من كل مجموعة مناقشة العوامل التي تؤثر على قراراتهم. في مقابلات المتابعة، نفى وكلاء العقارات أن يتأثروا بالسعر الأولي ولكن أظهرت النتائج أن كلا المجموعتين قد تأثرتا بالتساوي لهذا السعر الأولي (المرساة).
يمكن أن يكون للارتساء آثار أكثر دقة على المفاوضات كذلك. حقق يانيسكي وأوي في آثار دقة المرساة. قرأ المشاركون سعرًا أوليًا لمنزل الشاطئ، ثم أعطوا السعر الذي اعتقدوا أنه يستحق. لقد حصلوا إما على مرساة عامة، على ما يبدو غير محددة (على سبيل المثال، 800000 دولار) أو مرساة أكثر دقة ومحددة (على سبيل المثال، 800 799 دولار). قام المشاركون الذين لديهم مرساة عامة بتعديل تقديرهم أكثر من أولئك الذين حصلوا على مرساة دقيقة (751,867 دولارًا مقابل 784,671 دولارًا). يقترح المؤلفون أن هذا التأثير يأتي من اختلاف في الحجم؛ بمعنى آخر، لا تؤثر المرساة على قيمة البداية فحسب بل تؤثر أيضًا على مقياس البداية. عندما يُعطى المرساة العامة 20 دولارًا فسيقوم الأشخاص بضبط الزيادات الكبيرة (19 دولارًا أو 21 دولارًا أو ما إلى ذلك)، ولكن عندما يُعطى مرساة أكثر تحديدًا مثل 19.85 دولارًا، فسيقوم الأشخاص بالتعديل على نطاق أقل (19.75 دولارًا و 19.95 دولارًا، إلخ). وبالتالي، فإن السعر المبدئي الأكثر تحديدًا يميل إلى أن يكون السعر النهائي أقرب إلى السعر الأولي.